# Halowe Mistrzostwa Stanów Zjednoczonych w Lekkoatletyce 2015
Halowe Mistrzostwa Stanów Zjednoczonych w Lekkoatletyce 2015 – halowe zawody lekkoatletyczne, które odbywały się w Bostonie od 27 lutego do 1 marca.

## Rezultaty

### Mężczyźni
| Konkurencja:              | 1. miejsce         | Rezultat      | 2. miejsce      | Rezultat   | 3. miejsce       | Rezultat     |
| Bieg na 60 m              | Marvin Bracy       | 6,55          | Joe Morris      | 6,57       | Clayton Vaughn   | 6,60         |
| Bieg na 300 m             | Manteo Mitchell    | 32,86         | Clayton Parros  | 33,00 PB   | Pat Feeney       | 41,54        |
| Bieg na 600 m             | Casimir Loxsom     | 1:15,33 AR WL | Mark Wieczorek  | 1:16,07 PB | Je'Von Hutchison | 1:16,32 PB   |
| Bieg na 1000 m            | Robby Andrews      | 2:21,91       | Kyle Merber     | 2:22,39    | Michael Rutt     | 2:22,44      |
| Bieg na milę              | Matthew Centrowitz | 4:01,40       | Ben Blankenship | 4:02,14    | Pat Casey        | 4:02,85      |
| Bieg na dwie mile         | Ryan Hill          | 8:26,72 PB    | Ben Blankenship | 8:27,31    | Evan Jager       | 8:27,44      |
| Bieg na 60 m przez płotki | Aleec Harris       | 7,51          | Jarret Eaton    | 7,59       | Jeff Porter      | 7,66         |
| Skok wzwyż                | Erik Kynard        | 2,34 =PB      | Ricky Robertson | 2,31 PB    | Jesse Williams   | 2,28         |
| Skok o tyczce             | Sam Kendricks      | 5,76          | Chris Pillow    | 5,60 PB    | Jeff Coover      | 5,55         |
| Skok w dal                | Will Claye         | 7,93          | Ted Hooper      | 7,58       | Chris Benard     | 7,48         |
| Trójskok                  | Omar Craddock      | 16,84         | Chris Benard    | 16,57      | Chris Carter     | 16,51        |
| Pchnięcie kulą            | Christian Cantwell | 20,41         | Bobby Grace     | 19,19      | Nate Hunter      | 19,07        |
| Rzut ciężarkiem           | A.G. Kruger        | 23,41         | JC Lambert      | 23,35      | Andy Frymann     | 22,74 PB     |
| Siedmiobój                | Jeremy Taiwo       | 6273 pkt.     | Austin Bahner   | 5526 pkt.  | Thomas Hopkins   | 5513 pkt. PB |

### Kobiety
| Konkurencja:              | 1. miejsce        | Rezultat    | 2. miejsce     | Rezultat   | 3. miejsce         | Rezultat     |
| Bieg na 60 m              | Tianna Bartoletta | 7,08        | Jessica Young  | 7,16       | Tiffany Townsend   | 7,23         |
| Bieg na 300 m             | Natasha Hastings  | 36,52 PB WL | Jessica Beard  | 36,65 PB   | Shapri Romero      | 37,44 PB     |
| Bieg na 600 m             | Alysia Johnson    | 1:26,59     | Phoebe Wright  | 1:28,00    | Megan Malasarte    | 1:28,98      |
| Bieg na 1000 m            | Lauren Wallace    | 2:40,42 PB  | Treniere Moser | 2:40,62    | Stephanie Brown    | 2:40,62      |
| Bieg na milę              | Shannon Rowbury   | 4:34,40     | Katie Mackey   | 4:34,83 PB | Rachel Schneider   | 4:35,85      |
| Bieg na dwie mile         | Shannon Rowbury   | 9:43,94 PB  | Jordan Hasay   | 9:44,69    | Brie Felnagle      | 9:47,73 PB   |
| Bieg na 60 m przez płotki | Jasmin Stowers    | 7,84 PB     | Tenaya Jones   | 8,03 PB    | Tiffani McReynolds | 8,06 PB      |
| Skok wzwyż                | Chaunté Howard    | 1,88        | Amy Acuff      | 1,82       | Liz Evans          | 1,79         |
| Skok o tyczce             | Demi Payne        | 4,55        | Mary Saxer     | 4,50       | Katie Nageotte     | 4,50 PB      |
| Skok w dal                | Funmi Jimoh       | 6,37        | Julienne McKee | 6,25       | Jessie Gaines      | 6,23         |
| Trójskok                  | Amanda Smock      | 13,28       | Kenna Wolter   | 13,16      | Blessing Ufodiama  | 13,16        |
| Pchnięcie kulą            | Michelle Carter   | 19,45 WL    | Becky O'Brien  | 18,34 PB   | Jeneva Stevens     | 18,04        |
| Rzut ciężarkiem           | Felisha Johnson   | 23,45       | Jeneva Stevens | 23,43      | Amber Campbell     | 22,48        |
| Pięciobój                 | Sharon Day-Monroe | 4654 pkt.   | Barbara Nwaba  | 4389 pkt.  | Kaylon Eppinger    | 4317 pkt. PB |